# 雷煥

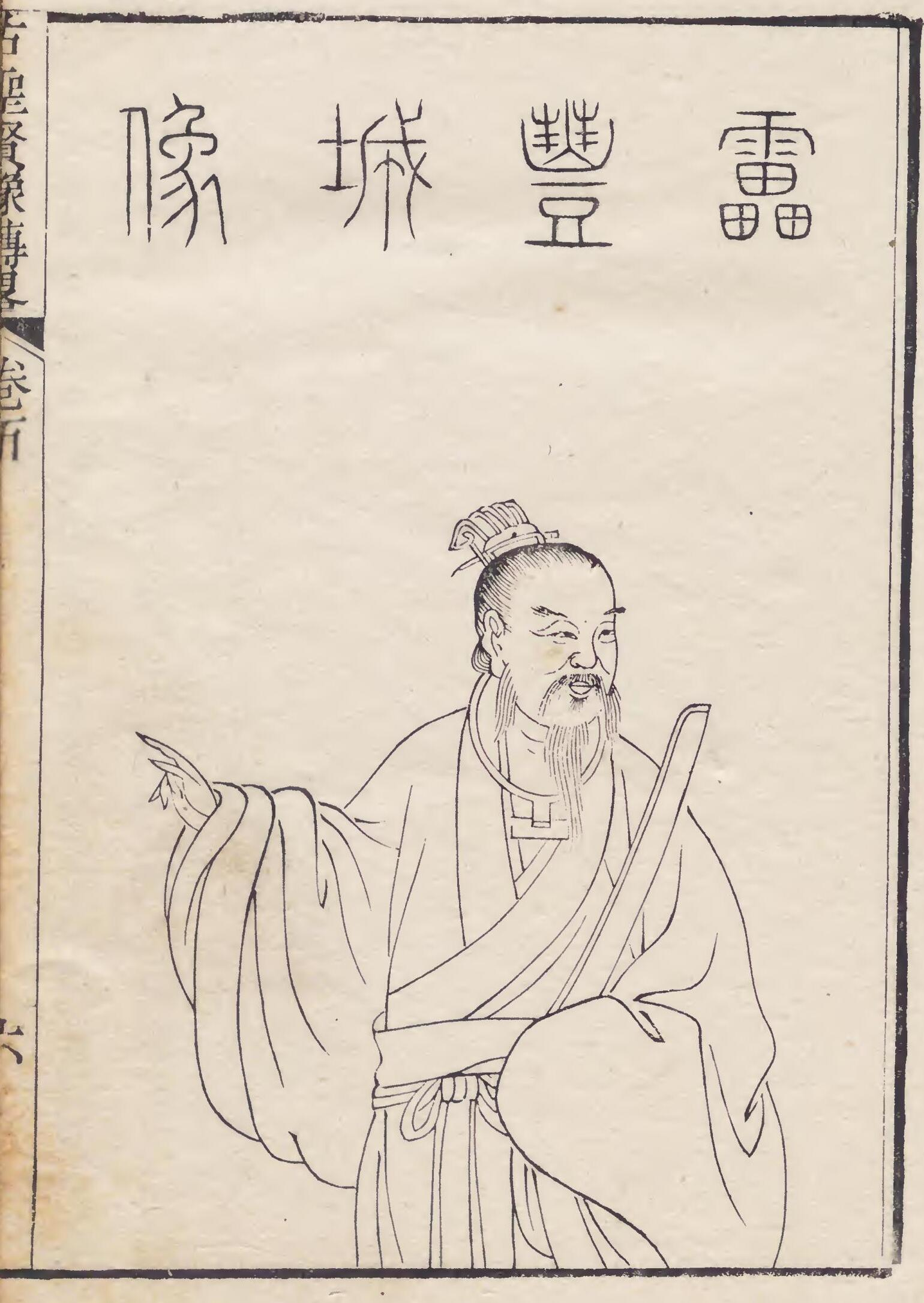
雷煥

雷煥（らい かん、265年 - 334年）、字名は孔章。西晋の豫章郡南昌の人物。

## 略歴
天文に通じた人物として有名であり、恵帝の時代に司空の張華に引き立てられ、豊城の県令となった。同地で龍淵（龍泉）、太阿（泰阿）の名剣を発掘し龍淵を張華に献上し、太阿は自らが所持して子孫に遺し伝えたと言われる。
また、干宝の志怪小説である捜神記に置いても張華と共に登場し、張華のもとに書生の姿で現れた千年生きた斑模様の狐の正体を見破る助言をする者として登場する。